# サーモン・チェイス
サーモン・ポートランド・チェイス（英語: Salmon Portland Chase, 1808年1月13日 - 1873年5月7日）は、南北戦争時代のアメリカ合衆国の政治家および法律家。第23代オハイオ州知事を1856年から1860年まで務め、エイブラハム・リンカーン大統領の下で財務長官および最高裁長官を務めた。

## 生い立ち
ニューハンプシャー州コーニッシュで、イスマール・チェイスと妻のジャネット・ラルストンの間に生まれた。9歳の時に父のイスマールが死去し、母のジャネットは「わずかな財産と10人の子供」をかかえた未亡人となった。チェイスはおじのフィランダー・チェイスによって育てられた。フィランダーは米国聖公会の指導者でありオハイオ州とイリノイ州のプロテスタントの監督であった。
チェイスはバーモント州ウィンザーとオハイオ州ワージントンの公立小学校で学び、シンシナティ大学に進学した後ダートマス大学を1826年に卒業した。彼はアルファ・デルタ・ファイおよびファイ・ベータ・カッパのメンバーであった。 ダートマス在学中に彼はロイヤルトンのロイヤルトン・アカデミーで教鞭を執っている。
チェイスはコロンビア特別区に移り、司法長官ウィリアム・ワートの元で法律を学びながら、教師の職も続けた。彼は1829年に法曹界入りした。

## 政治経歴
1830年にチェイスはシンシナティに移り住み、地域の法曹界で名声を得るようになる。彼はオハイオ州法の注釈本を出版した。1835年に最初の妻が死去し、そのことがきっかけとなって彼は奴隷制度廃止運動に傾倒することとなる。
当初はアメリカ日曜学校ユニオンと共に活動し、逃亡奴隷の弁護を行った。シンシナティの世論は南部の商業に大きく影響を受けていた。チェイスは1836年のシンシナティ暴動の間にジェームズ・G・バーニーがマスコミの攻撃を受けると、反奴隷制度の運動に加わることとなった。チェイスはまたセミ＝コロン・クラブ（ストウ夫人やその夫のカルヴァン・ストウも加わっていた）のメンバーであった。チェイスはガリソニアン奴隷解放運動と対照的に政治改革の指導者となった。

## 死
チェイスは1873年にニューヨークで死去した。遺体はワシントンD.C.のオークヒル墓地に埋葬されたが、後にシンシナティのスプリング・グローブ墓地に再埋葬された。チェイスはシンシナティにある聖パウロ大聖堂の活動的なメンバーであった。
チェイス・ナショナル銀行の前身であるチェイス・マンハッタン銀行は、チェイスとは財政的なつながりは全くなかったものの、彼の業績にちなんで命名された。
アメリカ合衆国沿岸警備隊学校の本棟および寮は、チェイスの財務長官としての業績を記念してチェイス・ホールと名付けられた。また、カッターのチェイス (USCGC Chase, WHEC-718) も彼にちなんで名付けられた。
かつて流通していたアメリカ10,000ドル紙幣にその肖像が使用されていたが、現在は流通していない。
カンザス州チェイス郡は彼の業績を称えて命名された。同様にフロリダ州、マサチューセッツ州、ノースカロライナ州（1861年から71年まで存在）、ニューヨーク州、オハイオ州、テネシー州に所在するチェイスビルも彼にちなんで命名された。

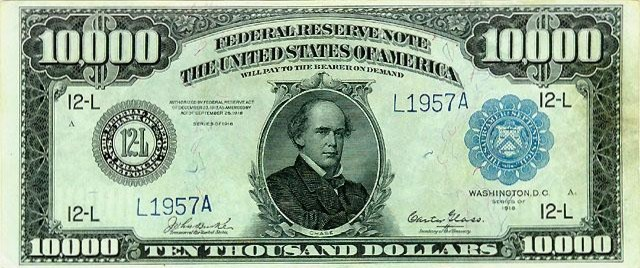
10,000ドル紙幣の表面